# Minnesota Multiphasic Personality Inventory
Le Minnesota Multiphasic Personality Inventory (MMPI) est un test psychométrique standardisé de la personnalité et de la psychopathologie de l'adulte.
Le MMPI est utilisé par les professionnels de la santé mentale dans différents contextes. Par exemple, cet outil est fréquemment utilisé pour développer un plan de traitement, pour aider à former un diagnostic différentiel, pour répondre à des questions d'ordre médico-légal, ou encore lors du recrutement.
Le MMPI a évolué au fil du temps. Il a d'abord été développé par Starke R. Hathaway et JC McKinley, professeurs à l'Université du Minnesota, et publié pour la première fois par University of Minnesota Press en 1943. Une nouvelle version le remplace et est publiée en 1989, le MMPI-2, tandis que la version correspondante pour adolescents, le MMPI-A, est rendue disponible en 1992. Depuis, une révision du MMPI-2, le MMPI-2 Restructured Form (MMPI-2-RF), est parue en 2008: cette dernière conserve certains éléments de la version précédente, mais effectue une refonte des échelles cliniques et adopte une nouvelle approche théorique. La version la plus récente (MMPI-3) est sortie en 2020.

## Histoire
Le MMPI fut conçu par les psychologues américans Starke R. Hathaway et J.C. McKinley. D'abord influencé par la compréhension de la psychologie de l'époque, en 1939, le MMPI a changé au fil du temps pour mieux refléter les développements dans la conceptualisation de la psychopathologie de l'adulte, notamment en ce qui concerne les troubles de la personnalité et la psychopathie.
Parmi les modifications significatives ayant eu lieu, on peut compter les jalons suivants. En 1989, le MMPI fut remplacé par le MMPI-2. Cette nouvelle version est alors basée sur de nouvelles données normatives basées sur un échantillon plus grand, varié et représentatif tant de la population générale que des sous-populations cliniques. Ce ne fut cependant qu'en 2003 que les échelles cliniques restructurées de l'outil furent ajoutées au MMPI-2 en raison de certains problèmes psychométriques, dont certaines difficultés liées à l'interprétation et à la validité des échelles. Dans ce même ordre d'idée, le MMPI-2-RF fut publié en 2008. Cette version fit passer le nombre d'items de 567 à 338, et le nombre d'échelles cliniques et de contenu à 9 et 42 respectivement. Elle inclut des échelles restructurées (RC) et d'autres hiérarchisées. Finalement, le MMPI-3 fut publié en 2020 après avoir été réclamé par University of Minnesota Press. Cette version est en partie basée sur le MMPI-2-RF et est basée sur des données normatives mises à jour.

## Composition des échelles

### Échelles cliniques
Les échelles cliniques telles que conçues à l'origine avaient pour intention d'aider à établir les diagnostics fréquents de l'époque.
| Numéro | Abréviation | Nom                      | Description                                                     | Nombre d'items |
| ------ | ----------- | ------------------------ | --------------------------------------------------------------- | -------------- |
| 1      | Hs          | Hypocondrie              | Préoccupations somatiques                                       | 32             |
| 2      | D           | Dépression               | Symptômes dépressifs                                            | 57             |
| 3      | Hy          | Hystérie                 | Préoccupations physiques, déni, besoin d'attention              | 60             |
| 4      | Pd          | Déviation psychopathique | Conflits, tensions, colère, respect des règles de société       | 50             |
| 5      | MF          | Masculinité / Féminité   | Intérêts/comportements traditionnellement masculins ou féminins | 56             |
| 6      | Pa          | Paranoïa                 | Confiance envers les autres, méfiance, sensibilité              | 40             |
| 7      | Pt          | Psychasthénie            | Inquiétude, anxiété, tension, doutes, obsessions                | 48             |
| 8      | Sc          | Schizophrénie            | Pensées étranges et aliénation sociale                          | 78             |
| 9      | Ma          | Hypomanie                | Niveau d'excitabilité                                           | 46             |
| 0      | Si          | Introversion sociale     | Orientation interpersonnelle                                    | 69             |

### Échelles cliniques restructurées (RC)
Les échelles cliniques restructurées (RC) ont été conçues pour améliorer les propriétés psychométriques des échelles cliniques originales. Ces dernières affichaient un niveau élevé de corrélation inter-échelles et une redondance dans les items. De plus, elles étaient embrouillées par un facteur global (le découragement), qui a depuis été isolé et attitré à sa propre échelle. Ainsi, les échelles RC se veulent mesurer les mêmes construits fondamentaux que le MMPI-2 de façon améliorée.
En réponse à cette révision, les critiques des échelles RC ont affirmé que celles-ci avaient erré trop loin des échelles cliniques originales, de sorte que les recherches effectuées précédemment sur les échelles cliniques originales ne pourraient pas s'appliquer aux nouvelles. En réponse, les chercheurs ayant développé les échelles RC ont fait valoir que les échelles restructurées étaient davantage exemptes des problèmes psychométriques mentionnés ci-dessus et qu'elles réussissaient mieux à prédire la psychopathologie.
| Échelle | Abréviation | Nom                                  | Description |
| ------- | ----------- | ------------------------------------ | --- |
| RCd     | dem         | Démoralisation/découragement         | Une mesure générale de détresse liée à l'anxiété, à la dépression, à l'impuissance, au désespoir, à une faible estime de soi et à un sentiment d'inefficacité |
| RC1     | som         | Plaintes somatiques                  | Mesure la tendance d'un individu à présenter des symptômes physiques médicalement inexplicables |
| RC2     | lpe         | Faibles émotions positives           | Mesure les caractéristiques de l’anhédonie – une caractéristique commune de la dépression |
| RC3     | cyn         | Cynisme                              | Mesure une vision du monde négative ou trop critique associée à une probabilité accrue de relations interpersonnelles altérées, d'hostilité, de colère, de méfiance et d'inconduite au travail |
| RC4     | asb         | Comportement antisocial              | Mesure les caractéristiques d'une personnalité antisociale associées à une mauvaise conduite et à la déviance sociale. Elles incluent le non-respect des règles, l'irresponsabilité, le non-respect des normes sociales, la tromperie et l'impulsivité qui se manifestent souvent par l'agressivité et la toxicomanie |
| RC6     | per         | Idées de persécution                 | Mesure une tendance à développer des délires paranoïaques, des croyances liées au fait d'être persécuté, de la méfiance et une aliénation interpersonnelle |
| RC7     | dne         | Émotions négatives dysfonctionnelles | Mesure la tendance à s'inquiéter/à avoir peur, à être anxieux, à se sentir victime et rancunier, et à évaluer les situations de manière à favoriser les émotions négatives |
| RC8     | abx         | Expériences bizarres/aberrantes      | Mesure le risque de psychose, de pensées et de perceptions inhabituelles, ainsi que de symptômes de troubles de la pensée non associés aux idées de persécution |
| RC9     | hpm         | Activation hypomaniaque              | Mesure les caractéristiques de la manie telles que l'agressivité et l'excitabilité |

### Échelles de validité
Les échelles de validité des MMPI-2 et MMPI-2-RF se déclinent en trois types. Le premier correspond aux mesures de non-réponse ou de réponses incohérentes (CNS, VRIN, TRIN). Le deuxième concerne la surévaluation des symptômes par le client, c'est-à-dire le fait d'exagérer leur prévalence ou leur degré de sévérité (F, Fb, Fp, FBS). Le dernier type cherche à mesurer la sous-évaluation des symptômes, auquel cas leur importance tend à être diminuée (L, K, S). Le MMPI-2-RF apporte des révisions à plusieurs échelles. Cette version ajoute également une échelle mesurant la surévaluation des symptômes somatiques (Fs) et retire les échelles S et Fb, F-r couvrant alors l'intégralité du test. Le MMPI-3 apporte pour sa part l'échelle CRIN.
| Abréviation | Parution (version) | Nom                                        | Description |
| ----------- | ------------------ | ------------------------------------------ | --- |
| CNS         | 1                  | Réponses inexploitables                    | Items sans réponse ou avec double réponse (vrai et faux)                                                               |
| L           | 1                  | Vertus peu fréquentes                      | Sous-évaluation intentionnelle des symptômes                                                                           |
| F           | 1                  | Réponses peu fréquentes                    | Surévaluation des symptômes (première partie du test)                                                                  |
| K           | 1                  | Validité d'adaptation                      | Sous-évaluation involontaire des symptômes (e.g., attitude défensive, déni)                                            |
| Fb          | 2                  | Réponses peu fréquentes - inversé          | Surévaluation des symptômes (deuxième partie du test)                                                                  |
| VRIN        | 2                  | Incohérence des réponses variables         | Fait de répondre à des questions concordantes ou discordantes de façon incohérente                                     |
| TRIN        | 2                  | Incohérence des réponses vraies            | Fait de répondre aux questions systématiquement par vrai ou faux                                                       |
| F-K         | 2                  | F moins K                                  | Honnêteté des réponses (pas de biais dans l'évaluation des symptômes)                                                  |
| S           | 2                  | Autoprésentation superlative               | Vise à ajouter à l'échelle K, tendance à se présenter sous un jour favorable                                           |
| Fp          | 2                  | Réponses peu fréquentes - psychopathologie | Surévaluation des symptômes présents chez les personnes atteintes de psychopathologie                                  |
| FBS         | 2                  | Validité des symptômes rapportés           | Surévaluation des symptômes somatiques ou cognitifs chez les demandeurs pour cause d'invalidité ou lésions corporelles |
| RBS         | 2                  | Échelle de réponses biaisées               | Problèmes de mémoire exagérés en contexte médico-légal ou chez les demandeurs d'invalidité                             |
| Fs          | 2-RF               | Réponses somatiques peu fréquentes         | Surévaluation des symptômes somatiques                                                                                 |
| CRIN        | 3                  | Incohérence des réponses combinées         | Combinaison de l'incohérence variable et systématique des réponses                                                     |

### Échelles de contenu
Les échelles de contenu ont été créées afin d'aider à préciser les comportements spécifiques associés aux élévations observées sur les échelles cliniques. Elles ont pour objectif de compléter et d'aider à l'interprétation de ces dernières, ainsi que d'augmenter leur validité incrémentale. Les échelles de contenu furent développées par Butcher, Graham, Williams et Ben-Porath à l'aide de techniques statistiques semblables à celles employées par Wiggins, qui conçut les échelles de contenu du MMPI à l'origine,.
Les items faisant partie des échelles de contenu sont parfois liés de façon évidente à ce qu'ils mesurent, ce qui peut les rendre davantage susceptible à différents biais de réponse, tels que l'exagération ou le déni de certains symptômes. Il est donc recommandé de les interpréter avec prudence. Un score T plus grand que 65 sur l'une ou l'autre des échelles est considéré comme élevé.

### Échelles supplémentaires
Afin d'apporter de l'information supplémentaire aux échelles multidimensionnelles et ainsi mieux interpréter les élévations souvent diffuses dues au facteur général de découragement qui fut retiré avec le MMPI-2-RF, les échelles supplémentaires ont également été développées,. Les échelles supplémentaires les plus fréquemment utilisées sont celles visant à détecter des problèmes liés à l'abus de substances, ainsi que les échelles A (anxiété) et R (répression) développées par Welsh à la suite d'une analyse factorielle.

### Échelles PSY-5 (Personnalité psychopathologique)
L'ensemble des échelles PSY-5 visent à mesurer des traits de personnalité dimensionnels associés aux troubles de la personnalité. Elles sont à l'origine développées à partir d'une analyse factorielle des troubles de la personnalité retrouvés dans le Manuel diagnostique et statistique des troubles mentaux. Les échelles PSY-5 du MMPI-2 ont été évaluées sur plusieurs échantillons incluant des populations cliniques, étudiantes et normatives, où elles ont démontré une cohérence interne modérée et des intercorrélations comparables aux échelles de l'outil de mesure de la personnalité NEO PI-R Big Five. En outre, les échelles PSY-5 semblent similaires entre les sexes, et leur structure a été répliquée sur un échantillon néerlandais de patients en psychiatrie.
| Abréviation | Nom de l'échelle                        | Description |
| ----------- | --------------------------------------- | --- |
| AGGR        | Agressivité                             | Mesure la tendance d'un individu à manifester de l'agressivité ouvertement. Cette agressivité est souvent liée à des idées de grandeur et à un désir de pouvoir |
| PSYC        | Psychoticisme                           | Mesure la justesse de la représentation intérieure que se fait un individu de la réalité objective                                                              |
| DISC        | Désinhibition                           | Mesure la maitrise qu'a un individu sur ses impulsions, une aversion pour les risques physiques, et le traditionalisme                                          |
| NEGE        | Émotions négatives/névrosisme           | Mesure la tendance d'un individu à ressentir des émotions négatives, en particulier l'anxiété et l'inquiétude                                                   |
| INTR        | Introversion/Faibles émotions positives | Mesure la tendance d'un individu à ressentir des émotions positives et à apprécier les expériences sociales                                                     |

### MMPI-A-RF
Le Minnesota Multiphasic Personality Inventory – Adolescent – Restructured Form (MMPI-A-RF) est un instrument de mesure principalement utilisé pour réaliser l'évaluation psychologique des adolescents. Il a été publié en 2016 et a principalement été développé par Robert P. Archer, Richard W. Handel, Yossef S. Ben-Porath et Auke Tellegen. Il s'agit d'une version révisée du MMPI-A qui vise la même catégorie d'âge que ce dernier. Le MMPI-A-RF comprend 241 items répartis en 48 échelles, dont 6 échelles de validité, 3 échelles d'ordre supérieur, 9 échelles cliniques restructurées, 25 échelles de problèmes spécifiques, et les cinq échelles PSY-5.
Le MMPI-A-RF avait pour objectif de remédier aux lacunes méthodologiques observées chez son prédécesseur, et qui étaient semblables à celles du MMPI-2: hétérogénéité de chaque échelle clinique, recoupement des items entre les échelles, difficultés d'interprétation et faible validité discriminante. Le MMPI-A-RF inclut une échelle de démoralisation similaire à celle développée pour le MMPI-2-RF.
De plus, cette version du MMPI a introduit les échelles de problèmes spécifiques (SP). Celles-ci visent à cerner et à décrire les problèmes de la vie rencontrés par les adolescents. Des items ayant un parallèle entre les versions MMPI-2-RF et MMPI-A, de même que 58 items du MMPI-A uniquement, ont été utilisés pour établir une continuité avec les échelles restructurées tout en adaptant les échelles SP aux préoccupations des adolescents plus spécifiquement.

### Échelles d'ordre supérieur
Les échelles d'ordre supérieur (H-O) furent créées avec le MMPI-2-RF. Elles visent à évaluer les problèmes dans trois sphères générales de la vie, soit les sphères affective, cognitive et comportementale. Ces échelles sont également présentes dans le MMPI-A-RF et le MMPI-3.
| Abréviation | Nom                                            | Description                                        |
| ----------- | ---------------------------------------------- | -------------------------------------------------- |
| EID         | Dysfonctionnement internalisé - émotionnel     | Problèmes associés à l'humeur et à l'affect        |
| THD         | Dysfonctionnement de la pensée                 | Problèmes associés à une pensée désorganisée       |
| BXD         | Dysfonctionnement externalisé - comportemental | Problèmes associés à un comportement sous-contrôlé |

### Échelles d'intérêts
Le MMPI-2-RF inclut deux échelles d'intérêts. La première, Intérêts esthétiques - littéraires, évalue l'intérêt envers des domaines tels que la littérature, la musique et le théâtre, tandis que la deuxième, Intérêts mécaniques - physiques, mesure une inclination pour les projets de construction, les réparations, les activités de plein air et les sports.

## Critiques

### Ajout de l'échelle FBS de Lees-Haley (validité des symptômes)
Le psychologue Paul Lees-Haley a développé l'échelle FBS (anglais: Fake Bad Scale). Certains psychologues ont remis en question la validité et l'utilité de l'échelle FBS. D'autres doutes ont été soulevés en lien avec sa validité prédictive et sa capacité à détecter la simulation de maladie,. Une revue scientifique, le Psychological Injury and Law, s'est penchée sur la question en publiant une série d'articles entre 2008 et 2010,,,.

### Disparités raciales
L’une des plus grandes critiques du MMPI original concerne certaines disparités qui ont été observées entre différents groupes ethniques. Dans les années 1970, Charles McCreary and Eligio Padilla de l'UCLA ont comparé les scores des hommes américains de race blanche à ceux de races noire ou mexicaine-américaine. Ils ont constaté un score de cinq points plus élevé en moyenne pour les hommes non-blancs (nécessite précisions). Cette découverte a suscité une controverse considérable, avec certaines explications tentant d'attribuer ces divergences à des différences culturelles ou socioéconomiques.